# 王均宏
王均宏，北京交通大学教授，主要从事电磁场、通信方面研究工作。入选中华人民共和国教育部2009年度"长江学者"特聘教授、新世纪百千万人才工程国家级人选，享受中国国务院政府特殊津贴。